# 고자가와정
고자가와정(일본어: 古座川町)은 일본 와카야마현 히가시무로군의 정이다. 기이반도 남방의 산간부에 위치한 정으로 고자가와재가 자라는 등 임업이 번성하고 있다.

## 지리
기이반도의 최남단에 가까운 내륙부에 위치한다. 바다까지 산지가 뻗어 있는 기이반도의 지형 특징은 고자가와정에서도 볼 수 있어 정의 최남단부에서 바다까지는 불과 1km 정도이지만 정 면적의 90% 정도를 산림이 차지하고 있다. 고자가와정의 평지는 전체 면적의 10%에도 못 미치고 정내의 취락은 모두 이 고자강가의 평지에 있다.
고자가와정의 중심 취락인 다카이케 취락은 정의 최남부에 있다. 다카이케는 현재 구시모토정의 일부가 된 옛 고자정의 중심부에 있는 취락과 시가지가 이어져 있어 니시무카이, 고자와 함께 제재업이 번성한다.

## 역사
고자가와정의 산간부는 온난하고 습윤한 기후 때문에 예로부터 양질의 목재가 생산되어 고자가와재라고 칭해졌다. 이 고자가와재를 고자강가의 마을들이 고자강을 통해 흘려보내 하류의 다카이케나 니시무카이, 고자 등에서 받아 하류의 마을이 번창하게 되었다.
- 1956년 3월 31일 - 다카이케정・묘진촌・미토가와촌・고가와촌・시치카와촌이 합병해 고자가와정이 성립하였다.

## 인구
| 연도 | 인구   | ±%     |
| ---- | ------ | ------ |
| 1920 | 10,579 | —      |
| 1930 | 9,730  | −8.0%  |
| 1940 | 9,135  | −6.1%  |
| 1950 | 10,127 | +10.9% |
| 1960 | 8,599  | −15.1% |
| 1970 | 6,078  | −29.3% |
| 1980 | 5,030  | −17.2% |
| 1990 | 4,193  | −16.6% |
| 2000 | 3,726  | −11.1% |
| 2010 | 3,103  | −16.7% |

## 기후
| 고자가와정의 기후                                            | 고자가와정의 기후 | 고자가와정의 기후 | 고자가와정의 기후 | 고자가와정의 기후 | 고자가와정의 기후 | 고자가와정의 기후 | 고자가와정의 기후 | 고자가와정의 기후 | 고자가와정의 기후 | 고자가와정의 기후 | 고자가와정의 기후 | 고자가와정의 기후 | 고자가와정의 기후 |
| 월                                                           | 1월               | 2월               | 3월               | 4월               | 5월               | 6월               | 7월               | 8월               | 9월               | 10월              | 11월              | 12월              | 연간              |
| ------------------------------------------------------------ | ----------------- | ----------------- | ----------------- | ----------------- | ----------------- | ----------------- | ----------------- | ----------------- | ----------------- | ----------------- | ----------------- | ----------------- | ----------------- |
| 역대 최고 기온 °C (°F)                                       | 20.7 (69.3)       | 23.4 (74.1)       | 25.9 (78.6)       | 29.8 (85.6)       | 32.1 (89.8)       | 35.6 (96.1)       | 37.3 (99.1)       | 38.9 (102.0)      | 35.8 (96.4)       | 31.1 (88.0)       | 25.6 (78.1)       | 22.1 (71.8)       | 38.9 (102.0)      |
| 일평균 최고 기온 °C (°F)                                     | 10.8 (51.4)       | 12.1 (53.8)       | 15.4 (59.7)       | 20.1 (68.2)       | 24.0 (75.2)       | 26.2 (79.2)       | 30.1 (86.2)       | 31.2 (88.2)       | 28.2 (82.8)       | 23.4 (74.1)       | 18.3 (64.9)       | 13.1 (55.6)       | 21.1 (69.9)       |
| 일일 평균 기온 °C (°F)                                       | 4.2 (39.6)        | 5.2 (41.4)        | 8.6 (47.5)        | 13.3 (55.9)       | 17.7 (63.9)       | 21.2 (70.2)       | 25.0 (77.0)       | 25.6 (78.1)       | 22.5 (72.5)       | 17.2 (63.0)       | 11.3 (52.3)       | 6.2 (43.2)        | 14.8 (58.7)       |
| 일평균 최저 기온 °C (°F)                                     | −1.0 (30.2)       | −0.5 (31.1)       | 2.4 (36.3)        | 7.0 (44.6)        | 12.0 (53.6)       | 16.9 (62.4)       | 21.1 (70.0)       | 21.6 (70.9)       | 18.4 (65.1)       | 12.5 (54.5)       | 6.0 (42.8)        | 0.9 (33.6)        | 9.8 (49.6)        |
| 역대 최저 기온 °C (°F)                                       | −6.9 (19.6)       | −6.8 (19.8)       | −5.1 (22.8)       | −3.2 (26.2)       | 0.9 (33.6)        | 7.2 (45.0)        | 14.0 (57.2)       | 12.4 (54.3)       | 7.3 (45.1)        | 1.0 (33.8)        | −2.7 (27.1)       | −5.8 (21.6)       | −6.9 (19.6)       |
| 평균 강수량 mm (인치)                                        | 113.4 (4.46)      | 161.8 (6.37)      | 262.7 (10.34)     | 296.4 (11.67)     | 315.1 (12.41)     | 483.5 (19.04)     | 505.9 (19.92)     | 406.1 (15.99)     | 461.0 (18.15)     | 293.2 (11.54)     | 179.8 (7.08)      | 112.4 (4.43)      | 3,591.2 (141.39)  |
| 평균 강수일수 (≥ 1.0 mm)                                     | 6.7               | 8.2               | 11.4              | 11.1              | 11.4              | 15.6              | 14.5              | 13.6              | 13.8              | 11.4              | 8.5               | 6.6               | 132.8             |
| 평균 월간 일조시간                                           | 191.1             | 173.4             | 189.0             | 191.8             | 182.1             | 116.1             | 147.3             | 184.7             | 133.1             | 154.3             | 166.1             | 184.6             | 2,014.1           |
| 출처: 일본 기상청 (평년값: 1991년~2020년, 극값: 1979년~현재) |                   |                   |                   |                   |                   |                   |                   |                   |                   |                   |                   |                   |                   |

## 교통

### 도로
- 국도 제371호선 (일본)(일본어판)